# Кельменці (пункт контролю)
48°27′48″ пн. ш. 26°49′45″ сх. д. / 48.46333° пн. ш. 26.82917° сх. д.
Кельменці́ — пункт пропуску через державний кордон України на кордоні з Молдовою. Через пропускний пункт здійснюється два види пропуску: залізничний та автомобільний.
Розташований у Чернівецькій області, Кельменецький район, поблизу селища міського типу Кельменці, на перетині автошляхів Р63 та Т 2627. З молдавського боку знаходиться пункт пропуску «Ларга», Бричанський район, у напрямку Котяли.
Вид пункту пропуску — автомобільний, залізничний. Статус пункту пропуску — міжнародний.
Характер перевезень — пасажирський, вантажний.
Окрім радіологічного, митного та прикордонного контролю, автомобільний пункт пропуску «Кельменці» може здійснювати фітосанітарний, ветеринарний, екологічний контроль та контроль Служби міжнародних автомобільних перевезень.
У той же час залізничний пункт пропуску «Кельменці» здійснює санітарний та екологічний контроль.
Автомобільний пункт пропуску «Кельменці» входить до складу митного посту «Кельменці» Чернівецької обласної митниці. Код пункту пропуску — 40803 14 00 (11), залізничний пункт контролю має код 40803 13 00 (12).